# Château de l'Albe
Le château de l'Albe, également dénommé château de l'Alba (ou plus anciennement château de Montravel), est un château édifié au cours du XVIe siècle et reconstruit au XVIIIe siècle, situé sur le territoire de la commune française de L'Albenc dans le département de l'Isère, en région Auvergne-Rhône-Alpes.
L'édifice fait l'objet d'une inscription partielle au titre des monuments historiques par arrêté du 28 décembre 1978.

## Situation et accès
Construit sur un éperon rocheux et exposé sur le versant sud, le château de l'Albe (ou de l'Alba) domine le petit village de L'Albenc, situé dans la vallée de l'Isère, en aval de Grenoble. La route départementale 1092 (RD1092), qui relie Romans-sur-Isère et Voiron, passe à proximité ainsi que L'autoroute A49, laquelle présente une sortie au niveau de la ville de Vinay.

## Histoire
Le château de l'Albe (ou de l'Alba) a été édifié en 1578 par la famille du Châtelet déjà propriétaire du château fort de Poliénas. À la suite d'un apport de 60 000 florins d'or que celle-ci reçut en dédommagement du démantèlement de leur château ordonné par le baron de Gordes, lieutenant général en Dauphiné. 
En effet le château de Poliénas présentant une menace pour la région car susceptible d'être pris par les protestants. Le nouveau château tout d'abord dénommé sous le nom de Montravel appartient à la famille d'Annoux.

## Description
Le château présente de chaque côté des tours d'angle circulaires. Le domaine comprend également des jardins en terrasses.
De nombreuses parties de l'édifice (façades et toitures, terrasses avec leurs murs de soutènement, salle à manger, fontaine, cuisine, grand salon et chambre) ont été inscrites au titre des Monuments Historiques par arrêté du 28 décembre 1978,.

## Visites
Propriété privée, le château et son domaine ne sont pas ouverts aux visites individuelles libres, mais les propriétaires acceptent des groupes de visiteurs accompagnés par un guide local, à l'occasion de certaines manifestations telles que les Journées européennes du patrimoine.